# Нью-Конкорд (Огайо)
Нью-Конкорд (англ. New Concord) — селище (англ. village) в США, в окрузі Маскінґам штату Огайо. Населення — 2361 особа (2020).

## Географія
Нью-Конкорд розташований за координатами 39°59′42″ пн. ш. 81°44′17″ зх. д. / 39.99500° пн. ш. 81.73806° зх. д. (39.994884, -81.737919).  За даними Бюро перепису населення США в 2010 році селище мало площу 4,21 км², уся площа — суходіл.

## Демографія
Згідно з переписом 2010 року, у селищі мешкала 2491 особа в 670 домогосподарствах у складі 366 родин. Густота населення становила 592 особи/км².  Було 745 помешкань (177/км²).
Расовий склад населення:
| - 96,1 % — білих - 1,2 % — чорних або афроамериканців - 1,0 % — азіатів - 0,1 % — корінних американців |

До двох чи більше рас належало 1,1 %. Частка іспаномовних становила 1,0 % від усіх жителів.
За віковим діапазоном населення розподілялося таким чином: 12,0 % — особи молодші 18 років, 75,0 % — особи у віці 18—64 років, 13,0 % — особи у віці 65 років та старші. Медіана віку мешканця становила 22,5 року. На 100 осіб жіночої статі у селищі припадало 82,4 чоловіків;  на 100 жінок у віці від 18 років та старших — 81,7 чоловіків також старших 18 років.
Середній дохід на одне домашнє господарство  становив 54 888 доларів США (медіана — 42 578), а середній дохід на одну сім'ю — 73 747 доларів (медіана — 67 880). Медіана доходів становила 43 125 доларів для чоловіків та 25 388 доларів для жінок. За межею бідності перебувало 21,8 % осіб, у тому числі 21,7 % дітей у віці до 18 років та 15,8 % осіб у віці 65 років та старших.
Цивільне працевлаштоване населення становило 1176 осіб. Основні галузі зайнятості: освіта, охорона здоров'я та соціальна допомога — 37,8 %, мистецтво, розваги та відпочинок — 23,3 %, роздрібна торгівля — 13,7 %, виробництво — 5,7 %.